# キャロル・バーネット
キャロル・バーネット（Carol Burnett, 1933年4月26日 - ）は、アメリカ合衆国の女優、コメディエンヌ、声優である。

## 来歴
1933年、テキサス州サンアントニオに生まれる。父親は映画館の劇場マネージャー、母親は映画会社の広報ライターだった。両親が共にアルコール中毒であったため、祖母と共に両親のもとを離れる。両親はその後、1930年に離婚した。キャロルと祖母はハリウッドにあるアパートへ移り住み、当時黄金期だった映画を見て育った。
1951年にハリウッド高校を卒業後、カリフォルニア大学ロサンゼルス校へ進学してジャーナリズムを専攻。しかしその後すぐに演劇に専攻を変更し、脚本家を目指した。脚本家を目指す中、演技の授業で披露した自身の演技が好評を得たことから、徐々に女優としての道を歩み出す。准学士号取得後はニューヨークへ渡り、クラブで踊り子などの仕事をした。それから徐々にテレビシリーズなどへ出演する機会を得てからは、持ち前のコメディセンスを活かして様々なコメディドラマやテレビ番組へ出演し、その人気を不動のものにした。1967年には自身の冠番組『The Carol Burnett Show』も制作され、一躍人気コメディエンヌとなる。同番組は約10年間続いた。
自身の『The Carol Burnett Show』への出演でこれまでゴールデン・グローブ賞を5度受賞しているほか、エミー賞には別の番組も含めて3回、ピープルズ・チョイス・アワードに至っては合計8回受賞を果たしている。1980年代から1990年代にかけて、同作以外にもキャロル主演の冠番組がいくつか製作された。1975年にはハリウッド・ウォーク・オブ・フェームの星も獲得。現在もコンスタントに映画やテレビの活動を続けているほか、2010年には宮崎駿監督のスタジオ・ジブリ製作長編アニメ映画『借りぐらしのアリエッティ』英語吹替え版で声の出演をしている。

### 私生活
これまで3度の結婚歴があり、2回目に結婚した映画プロデューサーのジョー・ハミルトンとの間に3人の子供に恵まれた。その後、ハミルトンとは1984年に離婚したが、2001年に作曲家のブライアン・ミラーと再婚した。

## 出演作品

### 映画
- カラミティ・ジェーン Calamity Jane (1963) ※テレビ映画
- 僕のベッドは花ざかり Who's Been Sleeping in My Bed? (1963)
- Once Upon a Mattress (1964) ※テレビ映画
- リル・アブナー Li'l Abner (1971) ※テレビ映画
- おかしな結婚 Pete 'n' Tillie (1972)
- 6 Rms Riv Vu (1974) ※テレビ映画
- フロント・ページ The Front Page (1974)
- Twigs (1975) ※テレビ映画
- Sills and Burnett at the Met (1976) ※テレビ映画
- ウェディング A Wedding (1978)
- The Grass Is Always Greener Over the Septic Tank (1978)
- 死の勲章〜亡き息子にささげる母の鎮魂歌 Friendly Fire (1979) ※テレビ映画
- The Tenth Month (1979)
- The Wild Wacky Wonderful World of Winter (1980)
- ロバート・アルトマンのヘルス HealtH (1980)
- 四季 The Four Seasons (1981)
- Chu Chu and the Philly Flash (1981)
- アニー Annie (1982)
- Life of the Party: The Story of Beatrice (1982) ※テレビ映画
- ロンリー・ウーマン Between Friends (1983) ※テレビ映画
- The Laundromat (1985)
- おかしなホテル Plaza Suite (1987)
- ロンリーエンジェル Hostage (1988)
- カーテンコール/ ただいま舞台は戦闘状態 Noises Off... (1992)
- ラブ・アフター・デス The Marriage Fool (1998) ※テレビ映画
- Putting It Together (2000)
- Once Upon a Mattress (2005) ※テレビ映画
- 恋する履歴書 Post Grad (2009)
- 希望のカタマリ All Together Now (2020)

### アニメ映画
- Happily Ever After (1985)
- The Tale of Peter Rabbit (1991)
- 白鳥ルイの夢みるトランペット The Trumpet of the Swan (2001)
- ホートン/ふしぎな世界のダレダーレ Horton Hears a Who! (2008)
- 借りぐらしのアリエッティ The Secret World of Arrietty (2010) ※英語吹替え版
- トイ・ストーリー4 Toy Story4 (2019) ※原語版（チェアロル・バーネット役）

### テレビシリーズ
- The Paul Winchell and Jerry Mahoney Show (1955)
- オムニバス Omnibus (1956)
- スタンリー Stanley (1956)
- The United States Steel Hour (1960)
- ミステリー・ゾーン Twilight Zone (1962)
- ザ・ルーシー・ショー The Lucy Show (1966, 1967)
- マイペース二等兵 Gomer Pyle: USMC (1967, 1969)
- Our Place (1967)
- The Carol Burnett Show (1967 - 1977)
- それ行けスマート Get Smart (1967)
- Here's Lucy (1970, 1971)
- Insight (1977)
- Carol Burnett & Company (1979)
- オール・マイ・チルドレン All My Children (1983, 1995, 2011)
- SCTV Network 90 (1983)
- Mama's Family (1983, 1984)
- 私立探偵マグナム Magnum, P.I. (1984, 1988)
- フレズノ Fresno (1986)
- フェーム Fame (1987)
- Carol & Company (1990)
- Women of the House (1995)
- あなたにムチュー Mad About You (1996 - 1999)
- Touched by an Angel (1997)
- デスパレートな妻たち Desperate Housewives (2006)
- LAW & ORDER:性犯罪特捜班 Law & Order: Special Victims Unit (2009)
- glee/グリー Glee (2010)
- Hot in Cleveland (2013)
- Hawaii Five-0 Hawaii Five-0 (2013)
- Signed, Sealed, Delivered (2014)
- Forky Asks a Question (2019)
- Better Call Saul (2022)